# Río Nahe
El río Nahe discurre por Renania-Palatinado y Sarre, Alemania, es un afluente del Rin. También ha dado nombre a la región vinícola de Nahe, situada a su alrededor.
Su nombre se deriva de la palabra latinaNava, que se basa en el celta para río salvaje. En su parte superior, el río separa la montaña Hunsrück de la región montañosa del norte del Palatinado ("Nordpfälzer Bergland" en alemán).
Nace en la región de Nohfelden (Sarre), fluye a través de Renania-Palatinado y desemboca en el río Rin, en Bingen. Su longitud es de 116 km. Pasa por las ciudades de Idar-Oberstein, Kirn, Bad Kreuznach y Bingen.